# N 2 Gether Now
N 2 Gether Now – utwór amerykańskiego zespołu muzycznego Limp Bizkit nagrany z gościnnym udziałem rapera Method Mana, wydany 9 listopada 1999 roku nakładem Flip Records i Interscope Records jako trzeci singel promujący drugi album studyjny zespołu, Significant Other. Singel wyprodukował DJ Premier. Utwór został wykorzystany na ścieżce dźwiękowej filmu Super zioło. W teledysku do utworu, nakręconym w 1999 roku przez wokalistę Limp Bizkit Freda Dursta, wystąpił aktor Pauly Shore oraz członkowie hip-hopowego zespołu Wu-Tang Clan.

## Lista utworów

### CD
1. Break Stuff (album version)
2. Crushed (album version)
3. N 2 Gether Now (album version)
4. Re-Arranged (music video)

### Winyl

#### Strona A
1. N 2 Gether Now (explicit version)
2. N 2 Gether Now (Instrumental)

#### Strona B
1. N 2 Gether Now (clean version)
2. N 2 Gether Now (Instrumental)